# Norseman Point
Der Norseman Point (in Chile Punta Parodi) ist eine Landspitze, die den östlichen Ausläufer der Neny-Insel in der Marguerite Bay vor der Fallières-Küste des Grahamlands auf der Antarktischen Halbinsel bildet. 
Eine erste Kartierung nahmen 1936 Teilnehmer der British Graham Land Expedition (1934–1937) unter der Leitung des australischen Polarforschers John Rymill vor. Wissenschaftler des Falkland Islands Dependencies Survey (FIDS) benannten die Landspitze nach dem Flugzeug vom Typ Noorduyn Norseman, mit dessen Hilfe sie im Februar 1950 von der Station des FIDS auf der Stonington-Insel ausgeflogen worden waren. Namensgeber der chilenischen Benennung dagegen ist Arturo Parodi Alister, der am 15. Februar 1947 bei der 1. Chilenischen Antarktisexpedition (1946–1947) mit der Vought-Sikorsky OS2U Kingfisher Nr. 308 der Fuerza Aérea de Chile als erster Chilene den antarktischen Kontinent überflog.